# سرهنگ (تربت حیدریه)
سرهنگ (تربت حیدریه)، روستایی از توابع بخش جلگه‌رخ شهرستان تربت حیدریه در استان خراسان رضوی ایران است.
روستای سرهنگ در ۴۵ کیلومتری تربت حیدریه بوده

## جمعیت
این روستا در دهستان بالارخ قرار دارد و براساس سرشماری مرکز آمار ایران در سال ۱۳۸۵، جمعیت آن ۶۸۴ نفر (۱۸۲خانوار) بوده‌است.